# Municipio de Burrell (condado de Armstrong)
El municipio de Burrell (en inglés: Burrell Township) es un municipio ubicado en el condado de Armstrong en el estado estadounidense de Pensilvania. En el año 2000 tenía una población de 749 habitantes y una densidad poblacional de 13.6 personas por km².

## Geografía
El municipio de Burrell se encuentra ubicado en las coordenadas 40°40′15″N 79°26′31″O / 40.67083, -79.44194.

## Demografía
Según la Oficina del Censo en 2000 los ingresos medios por hogar en la localidad eran de $34,792 y los ingresos medios por familia eran $36,932. Los hombres tenían unos ingresos medios de $32,143 frente a los $20,536 para las mujeres. La renta per cápita para la localidad era de $14,888. Alrededor del 12,3% de la población estaban por debajo del umbral de pobreza.